# 28 avril 1966
Le jeudi 28 avril 1966 est le 118e jour de l'année 1966.

## Naissances
- Ali-Reza Pahlavi (mort le 4 janvier 2011), prince iranien
- Beat Schwerzmann, rameur suisse
- Jackson Galaxy, comportementaliste félin américain
- Jean-Luc Crétier, skieur alpin français
- John Daly, golfeur américain
- Moustafa Madbouli, homme d'État égyptien, Premier ministre
- Sándor Hódosi, kayakiste hongrois
- Stéphane Richer, joueur et entraîneur canadien de hockey sur glace
- Thierry Bellefroid, journaliste belge
- Thierry Sanjuan, sinologue français
- Too $hort, rappeur américain
- Vegard Skogheim, footballeur norvégien

## Décès
- Anders Petersen (boxe anglaise) (né le 16 décembre 1899), boxeur danois
- Gilberto Govi (né le 22 octobre 1885), acteur italien
- Gladys Parker (née le 21 mars 1908), dessinatrice américaine de bandes dessinées
- Jesse Marsh (né le 27 juillet 1907), dessinateur américain, illustrateur de comics et scénariste pour l'animation

## Événements
- Fin de la saison NBA 1965-1966
- Début du Tour d'Espagne 1966